# Riserva regionale Valle dell'Orta
La riserva regionale Valle dell'Orta è stata un'area naturale protetta di 378 ha, istituita nel 1989 e situata nei comuni di Bolognano e San Valentino in Abruzzo Citeriore, in provincia di Pescara.

## Descrizione

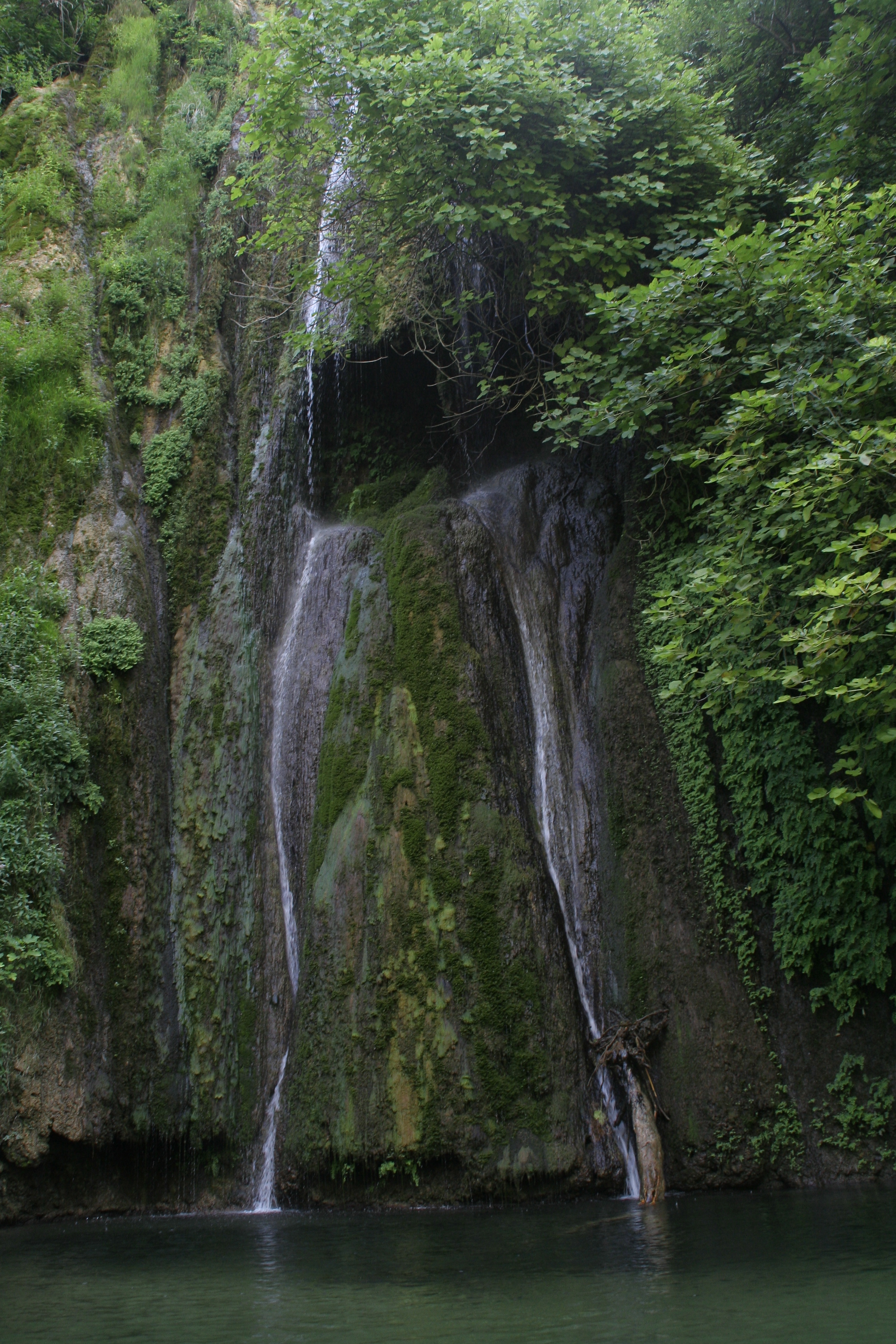
La cascata della Cisterna, presente all'interno della riserva

La riserva occupa una superficie di 378 ha, pari a quasi 4 km², e ricade nei territori dei comuni di Bolognano e San Valentino in Abruzzo Citeriore, suoi gestori insieme al Corpo forestale dello Stato per le competenze tecniche. Il proprio areale vede la presenza della Valle dell'Orta, da cui il nome, il cui fiume, che origina nelle vicinanze di passo San Leonardo, raccoglie le acque dell'Orfento e confluisce nell'Aterno-Pescara, scava lungo il suo cammino veri e propri canali, canyon, cascate (come la cascata della Cisterna), sbalzi e caverne, come la grotta dei Callarelli (buche circolari incavate nella roccia), la grotta dei Piccioni, la grotta del Mortaio e la grotta Scura, in età neolitica utilizzate come luoghi di culto dai primitivi, che intorno all'XI secolo fonderanno i paesi circostanti. Presso le rapide di Santa Lucia vi è uno dei canyon di maggiori dimensioni, quello della valle dei Luchi, caratterizzato da pareti rocciose denominate marmitte dei giganti, formatesi a seguito di un lungo processo di erosione attuato dalle acque del fiume nel corso del tempo.

## Storia
La riserva è stata istituita con legge regionale n. 57 del 20 luglio 1989 come riserva naturale regionale. Dal 1991 è stata inclusa nel territorio del parco nazionale della Maiella e quindi abrogata nel 1999.

## Flora
La flora della riserva comprende tra le piante erbacee e floreali, specie di asfodelo giallo, campanula napoletana, capelvenere, cornetta di Valenza e lingua cervina, mentre tra le piante arboree, si segnalano specie di alaterno, cipresso, farnia, frassino meridionale, ilatro, leccio, pino d'Aleppo e pino nero.

## Fauna
L'ambiente, prettamente umido, vede la presenza, nei pressi delle acque, della lontra, rappresentante dei mammiferi, del geotritone italico, del rospo smeraldino e dell'ululone dal ventre giallo per gli anfibi, del gambero di fiume e del granchio di fiume per i crostacei. Dei rettili, vi sono il cervone e il colubro di Esculapio, che strisciano all'interno o ai margini delle zone boscose. Tra le varie specie di uccelli presenti, vi sono il ballerina gialla, il falco pellegrino, il lanario, il lodolaio, il merlo acquaiolo, il piccione selvatico, il rigogolo, il rondone eurasiatico e il rondone maggiore, assunto a specie faunistica simbolo della riserva. Oltre alla lontra, tra i mammiferi di terra vi sono la faina, l'istrice e il tasso, e nelle grotte colonie di pipistrelli, quali il ferro di cavallo maggiore, il ferro di cavallo minore e il miniottero di Schreibers.